# Système limbique
Le système limbique, appelé parfois cerveau limbique ou cerveau émotionnel, est le groupe de structures de l'encéphale jouant un rôle très important dans le comportement et dans diverses émotions comme l'agressivité, la douleur morale, la peur, le plaisir ainsi que la formation de la mémoire. « Limbe » signifiant « frontière », le système limbique est une interface anatomique et fonctionnelle entre la vie cognitive et la vie végétative. On considère généralement que les principales composantes du système limbique sont les structures du cortex cérébral et subcorticales suivantes :
- l'hippocampe, notamment impliqué dans la formation de la mémoire à long terme ;
- l'amygdale, notamment impliquée dans l'agressivité et la peur ;
- la circonvolution (ou gyrus) cingulaire ;
- le fornix.

Établie par Paul Broca au XIXe siècle, la notion de « système limbique » a été remise en cause avec la découverte de leur rôle dans d'autres fonctions mentales que les émotions (comme la mémoire) et avec les progrès faits dans l'étude de l'évolution phylogénétique du cerveau. En effet, ces structures, longtemps considérées comme des homologues du « cerveau reptilien » ont en fait évolué de façon largement indépendante au sein des différents taxons des tétrapodes (reptiles, oiseaux, mammifères). Pour ces différentes raisons, la terminologie « système limbique » reflète plus une commodité de langage obsolète qu'une véritable entité neuroanatomique avec une définition précise.

## Histoire
Le terme « limbique » (du latin : limbus « le bord, la bordure ») a été forgé par le médecin et anatomiste Thomas Willis au  Modèle:Xs- pour désigner les régions les plus profondes et médiales des hémisphères cérébraux en bordure du tronc cérébral. L'adjectif fut repris au XIXe siècle par le neurologue Paul Broca pour désigner les régions situées sur le pourtour du cortex cérébral. Dans une conférence donnée à la Société d'Anthropologie de Paris et publiée dans la Revue d'anthropologie en 1878, Broca décrit ce qu'il appelle le « grand lobe limbique » divisé en trois portions qui se joignent d'avant en arrière : le bulbe olfactif, le cortex cingulaire et l'hippocampe. Stricto sensu, le cortex cingulaire n'est pas exactement situé « au bord du cortex » puisqu'il est séparé du corps calleux par l'indusium griseum (ou gyrus supracalleux). Dressant une analogie avec le cerveau d'animaux non-humains et remarquant la réduction du lobe olfactif chez les primates, Broca associe ce lobe limbique au comportement bestial par opposition aux facultés intellectuelles, prises en charge par le reste du cortex.
Le concept anatomo-fonctionnel du lobe limbique de Broca n'a cessé d'être révisé par la suite. D'une part, les régions olfactives ont été exclues du système limbique, notamment dans la conceptualisation du rhinencéphale par Turner (1890). Ensuite, James Papez a adjoint au lobe limbique des structures sous-corticales dans ce qui deviendra le circuit de Papez (1937), longtemps vu comme le substrat anatomique des émotions. 

## Description anatomique
Le système limbique est constitué :
- du lobe limbique, zone corticale ;
- de la circonvolution intra-limbique ;
- de noyaux limbiques, appartenant au prosencéphale et au tronc cérébral ;
- de structures annexes, reliquats chez l'homme du lobe olfactif des animaux.

### Le lobe limbique

#### Gyrus sub-terminal
Le gyrus sub-terminal est l'aire située sous le rostre du corps calleux, en avant de la lame terminale, en arrière du sillon sub-calleux.

#### Gyrus cingulaire
Le gyrus cingulaire fait suite au gyrus sub-terminal et entoure la partie supérieure du corps calleux, entre celui-ci et le sillon du cingulum. Son aire rétro-spléniale (aire 23 de Brodmann), est la terminaison du circuit de Papez, qui est la voie de la mémoire.

#### Gyrus para-hippocampal T5
Appartenant anatomiquement au lobe temporal, le gyrus para-hippocampal T5 est fonctionnellement rattaché au lobe limbique. Il entre en rapport avec les structures de l'olfaction.
- Le cortex entorhinal
C'est l'aire 28 de Brodmann. C'est à cet endroit que se terminent les voies olfactives principales, ayant transité par la strie olfactive latérale,
- le subiculum
Il est situé juste au-dessous de l'uncus du lobe temporal.

### La circonvolution intra-limbique
Elle est formée principalement de 2 structures, l'hippocampe et le fornix. Ces structures participent au circuit de Papez, circuit de la mémorisation.
- L'hippocampe
L'hippocampe est divisible en 2 structures : le gyrus dentatus (ou dentelé) et l'hippocampe proprement dit (ou corne d'Ammon CA) :
  - le gyrus dentatus 
C'est une petite région grise, prolongement de l'indiseum griseum. C'est la voie d'entrée des informations issues du cortex entorhinal. Ces fibres entrantes prennent le nom de voie perforante. Ensuite l'information va passer dans la Corne d'Ammon.
En forme de “V”, il est le second lieu dans le cerveau à contenir des cellules souches cervicales après la zone sous-ventriculaire (ZSV) ;
  - hippocampe ou corne d'Ammon, CA.
C'est une région essentielle. On la divise en 4 secteurs, CA1, CA2, CA3, CA4, ayant chacun des propriétés particulières. La CA 1 est notamment la zone du corps humain la plus sensible à l'ischémie : cette ischémie peut provoquer un ictus amnésique.

Les informations provenant du gyrus denté arrivent via des fibres moussues au secteur CA3. À partir de là, soit l'information emprunte la fimbria (signifiant frange en latin), soit elle part au secteur CA1, via la collatérale de Schäffer (en).
- Le fornix
C'est un système cruciforme de substance blanche, bilatéral et symétrique, permettant de relier l'hippocampe aux corps mamillaires et au thalamus. Les informations y circulent dans les deux sens.

### Les noyaux limbiques
L'amygdale est un ensemble de noyaux sous-corticaux situé dans le lobe temporal médial rostral en profondeur de l'uncus du gyrus parahippocampique. Les différents noyaux sont :
- les noyaux basolatéraux qui reçoivent des projections des aires corticales sensorielles de haut niveau et associatives du lobe temporal et de l'insula. Ils projettent à leur tour directement vers le cortex associatif limbique, le cortex préfrontal et la formation hippocampique. De plus, via la voie amygdalofuge ventrale, les noyaux basolatéraux projettent sur le noyau médial dorsal du thalamus, qui projette sur le cortex associatif préfrontal. Les noyaux basolatéraux projettent aussi vers le noyau basal de Meynert, constitué de neurones cholinergiques qui projettent diffusément sur le cortex. Enfin, ils projettent sur les noyaux centraux de l'amygdale. On pense que leur fonction est de participer à déterminer la signification émotionnelle des stimuli sensoriels, ainsi que la mémorisation des stimuli émotionnels ;
- les noyaux centraux qui participent aux réponses émotionnelles. Ils reçoivent des afférences viscéro-sensorielles des noyaux solitaire et parabrachial[5], ainsi que des noyaux basolatéraux de l'amygdale. Ils projettent via la voie amygdalofuge ventrale sur le noyau moteur dorsal du nerf vague (X) et sur les autres noyaux parasympathiques du tronc cérébral. Ils projettent également sur l'hypothalamus latéral ;
- les noyaux corticomédiaux reçoivent des projections du bulbe olfactif ; ils projettent à leur tour sur le bulbe olfactif, ainsi que sur le noyau ventromédial de l'hypothalamus via la strie terminale. On pense qu'ils sont impliqués dans la régulation émotionnelle face aux stimuli olfactifs (ex. : comportements alimentaires et reproductifs).

La destruction bilatérale de l'amygdale altère la perception de la dimension émotionnelle des stimuli. L'expression affective de la mimique (ex : la peur), de même que la tonalité émotionnelle du langage ne sont plus perçues.
En résumé, l'amygdale est une région du cerveau qui est primordiale pour le traitement des émotions. Les noyaux basolatéraux reçoivent des informations sensorielles et les projettent vers d'autres régions du cerveau impliquée dans le traitement émotionnel et la mémoire. Les noyaux centraux participent à la réponse émotionnelle et projettent vers des régions qui s'occupent de la régulation physiologique et comportementale des émotions. Les noyaux corticomédiaux, quant à eux, sont impliqués dans la régulation des émotions en lien avec le système olfactif.  

### L'aire septale

#### Lenucleus accumbens
- Le noyau accumbens est la réunion en avant de la partie antérieure du putamen et du noyau caudé, appartenant de ce fait au striatum. Il est impliqué dans l'expression motrice des émotions (sourire, adopter une posture agressive...) ainsi que dans les aspects motivationnels des mouvements.

#### Noyau basal de Meynert
Le noyau basal de Meynert est situé dans la zone septale et participe au système cholinergique.

#### Corps mamillaires et noyau antérieur du thalamus
Les corps mamillaires et le noyau antérieur du thalamus sont reliés à l'hippocampe via le fornix et projettent sur le cortex cingulaire (pour la mémoire) et le cortex préfrontal (pour le comportement).

### Structures annexes
Ce sont ces structures issues de systèmes olfactifs. On y rattache le bulbe olfactif, les stries olfactives, l'indiseum griseum, le gyrus fasciolus.
D'autres structures telles la strie terminale (reliant l'amygdale et les corps mamillaires), la commissure antérieure ou l'hypothalamus sont concernées.